# Zoológico de Florencio Varela
El Zoológico de Florencio Varela, o Zoo de Varela, fue un parque zoológico perteneciente a empresarios privados, situado en Florencio Varela, un partido del sur del Gran Buenos Aires, en el nordeste de la provincia de Buenos Aires, centro-este de la Argentina.
Era una de las mayores atracciones turísticas del municipio. Albergaba una colección integrada por más de 120 especies de animales, enmarcados por una variada forestación ornamental. Fue inaugurado en el año 1995. Si bien era una institución privada, cumplía las funciones de conservación de especies, investigación, y educación.

## Ubicación
Se situaba en el barrio Zeballos del Partido de Florencio Varela. La entrada se encontraba en la Avenida Teniente General Juan Domingo Perón N.º800. Sus lados presentan las siguientes características:   
- Lado sur: 160 metros sobre la Avenida Perón;
- Lado norte: 215 metros sobre la calle Cañuelas;
- Lado este: 286 metros sobre la calle General Rudencindo Alvarado;
- Lado oeste: 286 metros que contactan con los terrenos por donde discurren las vías del Ferrocarril Provincial de Buenos Aires (FCPBA).

El centro del zoo se encontraba en las coordenadas: 34°48'19.44"S  58°15'4.70"O, ocupando 6 hectáreas rodeadas de barrios completamente urbanizados.

## Historia y características
El Zoológico de Florencio Varela fue inaugurado en el año 1995, comenzando con instalaciones mínimas, pero construidas bajo la guía de la Estrategia Mundial para la Conservación en Zoológicos. Los primeros nacimientos fueron de ciervos, a los que les siguieron leones y tigres. Al poco tiempo comenzó la reproducción de los yaguaretés y monos carayá.
Los modestos corrales dieron paso a verdaderos recintos, capaces de albergar especies de todo el mundo, aunque se le dio prioridad a las especies nativas de la Argentina.
De la fauna exótica se encuentran: antílope Eland, ciervo dama, ovejas de somalía, chanchos pecarí, león, tigres de bengala, pavo real, papion sagrado, etc.
De la fauna argentina, se exhibe ejemplares de: yaguareté, boa de las vizcacheras, mono Carayá, oso hormiguero, flamenco, loro hablador, papagayo azul y amarillo, pato sirirí pampa, pato crestón, ocelote, puma, tapir, vicuña, cóndor andino, águila mora, ñandú, yarará, coatí, entre otros.
Poseía un serpentario donde eran presentados más de 30 especies de reptiles.

## Reconocimientos y membresías
El Zoológico de Florencio Varela fue reconocido por la propia municipalidad de Florencio Varela. 
Era miembro de la «Asociación de Zoológicos de Buenos Aires» (AZBA), de la «Asociación de Zoológicos y Acuarios de la República Argentina» (AZARA), y de la «Asociación Latinoamericana de Parques Zoológicos y Acuarios» (ALPZA).

## Programas científicos
Este zoo, en colaboración con el ARTIS ZOO (de Ámsterdam, la capital de los Países Bajos), desarrollaba el «Proyecto de conservación Oso hormiguero gigante».

## Servicios, actividades, y programas culturales
Entre las actividades que se podían realizar en el zoo se encontraban:
- Visitas guiadas
- Visitas escolares
- Granja educativa
- Pelotero
- Plaza de juegos
- Pequeños Paleontólogos

Contaba con estacionamiento, cancha de fútbol, plaza de juegos, parrillas, bufet, salón de fiestas, y sectores para camping.

## Polémicas
El 12 de abril de 2007, la cuidadora del Zoológico de Florencio Varela Melisa Noelia Casco, de 19 años de edad, murió como consecuencia del ataque de uno de los 11 osos hormigueros gigantes de esta colección zoológica. El ejemplar le produjo graves desgarros en su estómago, pulmones, e hígado.
Llevada al hospital Evita Pueblo, fue operada dos veces, y luego de sufrir la amputación de ambas piernas, y perder más de la mitad de su sangre, murió. 
Exempleados del zoo aseguraron haberle advertido a Claudio Quagliata el director y dueño de la colección, que ese era un ejemplar agresivo y la joven no estaba adecuadamente preparada. La bióloga Cecilia Díminich, que trabajó durante un año y medio como cuidadora y coordinadora educativa en este zoo, señaló que: las autoridades del lugar conocían, y no resolvieron, las fallas de seguridad que presentaba. Su muerte era totalmente evitable. Se sumó un comunicado de la Fundación Vida Silvestre Argentina recomendando: no visitar los zoológicos cuya seguridad esté en duda.
Finalmente en abril de 2014, a Claudio Quagliata —quien dirigía el zoo en el momento del ataque mortal que sufriera Melisa Casco— el juzgado correccional N.º 5 de Quilmes lo encontró culpable del cargo de homicidio culposo en dicho accidente, por lo que lo condenó a la pena de 3 años de prisión de ejecución condicional, además de inhabilitarlo por 7 años para ocupar cargos directivos en zoológicos.
El 20 de diciembre de 2014 la Cámara de Apelaciones en lo Criminal y Correccional de Quilmes dictó sentencia en la causa Número 381/08/01 que se le seguía a Claudio Alejandro Quagliata por el delito de homicidio culposo del que fuera víctima Melisa Noelia Casco, hecho ocurrido el 12 de abril de 2007, revocando la que fuera dictada en primera instancia y dispuso absolver libremente y sin costas al imputado.